# Association des fonctionnaires d'Antigua-et-Barbuda
L'Antigua and Barbuda Public Service Association (ABPSA - Association des fonctionnaires d'Antigua-et-Barbuda) est une organisation syndicale d'Antigua-et-Barbuda. Elle est affiliée à la Confédération syndicale internationale.